# Сталевий алхімік: Братерство
«Сталевий алхімік: Братерство» (яп. 鋼の錬金術師 FULLMETAL ALCHEMIST, Hagane no Renkinjutsushi) — аніме-адаптація манґи «Сталевий алхімік» авторства Аракави Хірому. Серіал створений студією Bones. Режисером став Іріє Ясухіро, сценаристом Оноґі Хіроші, а музику створив Сенджу Акіра. Серіал був задуманий для того, щоб створити більш точну адаптацію, яка безпосередньо повторює всю сюжетну лінію оригінальної манґи, після того як аніме-серіал «Сталевий алхімік» 2003 року відійшов від неї, щоб розповісти власну історію після того, як закінчився опублікований матеріал манґи для адаптації.
Виробництво аніме «Сталевий алхімік: Братерство» розпочалося у 2008 році. 64 серії серіалу виходили на телеканалі MBS–TBS у період з квітня 2009 по липень 2010. У Північній Америці ліцензію на показ отримала компанія Funimation, англійський переклад транслювався на каналі Adult Swim з лютого 2010 по вересень 2011. У 2016 Funimation втратила права на аніме і вони перейшли до Aniplex of America. В Україні серіал виходив на телеканалі QTV у 2011 році.
«Сталевий алхімік: Братерство» здобув визнання критиків і вважається одним із найкращих аніме-серіалів усіх часів. Рецензенти відзначили його вірність манзі та введення персонажів і сюжетних деталей, яких не було в аніме 2003 року; кульмінаційні епізоди також хвалили як за екшн-сцени, так і за теми моралі. 